# لاري كابلان
لاري كابلان (بالإنجليزية: Larry Kaplan)‏ هو مهندس ومصمم ألعاب وعالم حاسوب ومبرمج أمريكي، ولد في 1949 في لوس أنجلوس في الولايات المتحدة.

## وصلات خارجية
- لاري كابلان على موقع إن إن دي بي (الإنجليزية)